# アルベルト・ラットゥアーダ
アルベルト・ラットゥアーダ（Alberto Lattuada, 1914年11月13日 - 2005年7月3日）は、イタリアの映画監督、脚本家である。

## 来歴・人物
1914年（大正3年）11月13日、イタリア・ロンバルディア州ミラノ県ミラノで生まれる。父はオペラやオペレッタを多数手がけた作曲家のフェリーチェ・ラットゥアーダ（1882年 – 1962年）。最初は文学に興味を抱き、大学在学中の1932年（昭和7年）、反ファシズム雑誌『カミナーレ…』（Camminare..., 「歩く…」の意、隔週刊）の編集スタッフに加わる。
1940年（昭和15年）、脚本家および助監督として映画界のキャリアを始める。最初の作品はマリオ・ソルダティ監督のアリダ・ヴァリ主演映画『小さな古風な世界』（Piccolo Mondo Antico）である。1943年（昭和18年）には、映画『理想主義者ジャコモ』（Giacomo l'idealista）で監督デビューする。
第二次世界大戦終結後の1948年（昭和23年）、ナストロ・ダルジェント最優秀作品監督賞を受賞した前作 Il delitto di Giovanni Episcopo （「ジョヴァンニ・エピスコーポの殺人」）同様、フェデリコ・フェリーニを脚本に起用しての映画『慈悲なき世界』は、ネオレアリズモ作品であった。1950年（昭和25年）、フェリーニと共同監督・共同脚本・共同製作した映画『寄席の脚光』は、フェリーニの初監督作品であった。時代のモードに沿い、「イタリア式コメディ」、ジャクリーヌ・ササール主演の青春もの、文芸もの、戦争もの、1970年代エロティック映画などをも手がけてゆく。共同執筆する脚本家もほとんど固定しておらず、またつぎつぎに違うスター主役の作品を手がけた。
1958年（昭和33年）、ディノ・デ・ラウレンティス製作によるイタリアとフランス、ユーゴスラヴィアとの合作映画『テンペスト』では、B班監督にミケランジェロ・アントニオーニを起用、こうした大作映画もラットゥアーダのものである。同年、『芽ばえ』でナストロ・ダルジェント脚本賞を受賞、1961年（昭和36年）、 L'imprevisto でサン・セバスティアン国際映画祭監督賞を受賞、1963年（昭和38年）、 Mafioso で同映画祭金貝賞を受賞している。
1970年（昭和45年）、第20回ベルリン国際映画祭の審査員を務める。1971年（昭和46年）、 Venga a prendere il caffè... da noi でナストロ・ダルジェント脚本賞を受賞、1984年（昭和59年）、ヴェネツィア国際映画祭でピエトロ・ビアンキ賞を受賞、1993年（平成5年）には、映画界への長年の貢献によりフライアーノ国際賞を受賞している。
2005年（平成17年）7月3日、首都ローマでアルツハイマー症により死去した。満90歳没。

## フィルモグラフィ

### 脚本家時代
- 『小さな古風な世界』[a] Piccolo Mondo Antico : 監督・共同脚本マリオ・ソルダティ、共同脚本マリオ・ボンファンティーニ、エミリオ・チェッキ、主演アリダ・ヴァリ、1940年 - 脚本・助監督
- 『かしこまりました』[b] Sisignora : 監督フェルディナンド・マリア・ポッジョーリ、共同脚本エミリオ・チェッキ、音楽フェリーチェ・ラットゥアーダ、主演マリア・デニス、1941年 - 脚本

### 1940年代 - 1950年代
特筆以外は監督作。
- 『理想主義者ジャコモ』 Giacomo l'idealista : 原作エミリオ・デ・マルキ（小説）、共同脚本アルド・ブッツィ、エミリオ・チェッキ、音楽フェリーチェ・ラットゥアーダ、主演マッシモ・セラート、1942年 - 監督・脚本（監督デビュー作）
- La freccia nel fianco : 原作ルチアーノ・ズッコリ、共同脚本エンニオ・フライアーノ、アルベルト・モラヴィア、カルロ・ミュッソ、イーヴォ・ペリッリ、チェーザレ・ザヴァッティーニ、音楽ニーノ・ロータ、主演レオナルド・コルテーゼ、1943年 - 監督・脚本（マリオ・コスタ監督がノンクレジットで演出して1944年に完成）
- La nostra guerra : 脚本アントニオ・ピエトランジェリ、ドキュメンタリー、1945年 - 監督
- Il bandito : 共同脚本オレステ・ビアンコリ、ミーノ・カウダーナ、エットーレ・マリア・マルガドンナ、トゥリオ・ピネリ、ピエロ・テッリーニ、音楽フェリーチェ・ラットゥアーダ、主演アンナ・マニャーニ、1946年 - 監督・脚本（第1回カンヌ国際映画祭コンペティション出品）
- 『ジョヴァンニ・エピスコーポの殺人』[a] Il delitto di Giovanni Episcopo : 原作ガブリエレ・ダヌンツィオ（小説 『ジョヴァンニ・エピスコーポ（イタリア語版）』）、共同脚本スーゾ・チェッキ・ダミーコ、フェデリコ・フェリーニ、ピエロ・テッリーニ、共同脚本・主演アルド・ファブリッツィ、音楽フェリーチェ・ラットゥアーダ、ニーノ・ロータ、1947年 - 監督・脚本（第2回カンヌ国際映画祭コンペティション出品）
- 『慈悲なき世界』[b] Senza pietà : 原作エットーレ・マリア・マルガドンナ、脚本フェデリコ・フェリーニ、トゥリオ・ピネリ、音楽ニーノ・ロータ、主演カルラ・デル・ポッジョ、ジョン・キッツミラー、ジュリエッタ・マシーナ、1948年
- 『ポー河の水車小屋』 Il mulino del Po : 原作・共同脚本リカルド・バッケリ（小説）、共同脚本マリオ・ボンファンティーニ、ルイジ・コメンチーニ、フェデリコ・フェリーニ、カルロ・ミュッソ、トゥリオ・ピネリ、セルジオ・ロマーノ、音楽イルデブランド・ビゼッティ、主演ジャック・セルナス、1949年 - 監督・脚本
- 『寄席の脚光』 Luci del Varietà : 共同監督・共同脚本・共同製作フェデリコ・フェリーニ、音楽フェリーチェ・ラットゥアーダ、主演ペッピーノ・デ・フィリッポ、カルラ・デル・ポッジョ、ジュリエッタ・マシーナ、ジョン・キッツミラー、1950年 - 監督・脚本・製作
- 『アンナ』 Anna : 脚本ジュゼッペ・ベルト、フランコ・ブルサーティ、イーヴォ・ペリッリ、ディーノ・リージ、ロドルフォ・ソネゴ、音楽ニーノ・ロータ、主演シルヴァーナ・マンガーノ、ラフ・ヴァローネ、ヴィットリオ・ガスマン、1951年
- 『外套』[a] Il Cappotto : 原作ニコライ・ゴーゴリ（小説『外套』）、共同脚本ジョルジョ・プロスペリ、ジョルダーノ・コルジ、エンツォ・クレリ、ルイジ・マレルバ、レオナルド・シニズガッリ、チェーザレ・ザヴァッティーニ、音楽フェリーチェ・ラットゥアーダ、主演レナート・ラスチェル、1952年 - 監督・脚本（第5回カンヌ国際映画祭コンペティション出品）
- La lupa : 原作・共同脚本ジョヴァンニ・ヴェルガ（小説）、共同脚本エンニオ・デ・コンチーニ、ルイジ・マレルバ、アルベルト・モラヴィア、音楽フェリーチェ・ラットゥアーダ、主演ケリマ、1953年 - 監督・脚本
- Gli italiani si voltano : 共同脚本アルド・ブッツィ、ルイジ・キアリーニ、ルイジ・マレルバ、トゥリオ・ピネリ、ヴィットリオ・ヴェルトローニ、チェーザレ・ザヴァッティーニ、音楽マリオ・ナシンベーネ、主演マーラ・ベルニ、ウーゴ・トニャッツィ、1953年 - 監督・脚本

オムニバス『街の恋』 L'amore in città』（参加監督ミケランジェロ・アントニオーニ、フェデリコ・フェリーニ、カルロ・リッツァーニ、アルベルト・ラットゥアーダ、フランチェスコ・マゼリ、ディーノ・リージ、チェーザレ・ザヴァッティーニ）の一篇
- 『海岸』 La spiaggia : 共同脚本ルイジ・マレルバ、ロドルフォ・ソネゴ、シャルル・スパーク、音楽ピエロ・ピッチオーニ（ピエロ・モルガン名義）、主演カルロ・ビアンコ、1954年 - 監督・脚本
- Scuola elementare : 共同脚本ジャン・ボンデル、ジョルジョ・プロスペリ、音楽マリオ・ナシンベーネ、1955年 - 監督・脚本
- 『芽ばえ』 Guendalina : 原作ヴァレリオ・ズルリーニ、共同脚本レオナルド・ベンヴェヌーティ、ピエロ・デ・ベルナルディ、ジャン・ブロンデル、音楽ピエロ・ピッチオーニ（ピエロ・モルガン名義）、主演ジャクリーヌ・ササール、シルヴァ・コシナ、ラフ・ヴァローネ、1957年 - 監督・脚本（第10回カンヌ国際映画祭コンペティション出品）
- 『テンペスト』 La tempesta : 原作アレクサンドル・プーシキン（小説『大尉の娘』）、製作ディノ・デ・ラウレンティス、共同脚本イーヴォ・ペリッリ、ルイス・S・ピーターソン、マイケル・ウィルソン、音楽ピエロ・ピッチオーニ、B班監督ミケランジェロ・アントニオーニ、チーフ助監督アルド・ブッツィ、主演シルヴァーナ・マンガーノ、ヴィットリオ・ガスマン、ヴァン・ヘフリン、アグネス・ムーアヘッド、伊仏ユーゴスラヴィア合作映画、1958年 - 監督・脚本

### 1960年代 - 1970年代
- 『十七歳よさようなら』 I dolci inganni : 共同脚本フランコ・ブルサーティ、フランチェスコ・ゲディーニ、クロード・ブリュレ、音楽ピエロ・ピッチオーニ、主演カトリーヌ・スパーク、1960年 - 監督・脚本
- Lettere di una novizia : 原作ジュゼッペ・ピオヴェーネ（同名小説）、共同脚本エンリコ・メディオーリ、ジュゼッペ・パトローニ・グリッフィ、ロジェ・ヴァイヤン、製作カルロ・ポンティ、音楽ロベルト・ニコロージ、主演パスカル・プティ、ジャン＝ポール・ベルモンド、1960年 - 監督・脚本
- L'imprevisto : 原作エドアルド・アントン（小説）、共同脚本クロード・ブリュレ、アルド・ブッツィ、ノエル・カレフ、エンニオ・デ・コンチーニ、音楽ピエロ・ピッチオーニ、主演アヌーク・エーメ、1961年 - 監督・脚本（サン・セバスティアン国際映画祭監督賞受賞）
- Mafioso : 原作ブルーノ・カルーソ、脚本アージェ＝スカルペッリ、ラファエル・アズコーナ、マルコ・フェレーリ、製作総指揮ディノ・デ・ラウレンティス、製作トニーノ・チェルヴィ、音楽ピエロ・ピッチオーニ、主演アルベルト・ソルディ、1962年 - 監督
- La steppa : 原作アントン・チェーホフ（小説『曠野』）、共同脚本エンツォ・クレリ、トゥリオ・ピネリ、音楽グイド・トゥルキ、主演シャルル・ヴァネル、1962年 - 監督・脚本（第12回ベルリン国際映画祭コンペティション出品[1]）
- 『マンドラゴラ』 La mandragola : 原作ニッコロ・マキャヴェッリ（戯曲『マンドラゴラ』）、共同脚本ルイジ・マーニ、ステファノ・ストルッチ、製作アルフレド・ビニ、音楽ジーノ・マリヌッツィ・ジュニア、主演ロザンナ・スキャフィーノ、フィリップ・ルロワ、ジャン＝クロード・ブリアリ、1965年 - 監督・脚本
- 『マッチレス殺人戦列』 Matchless : 原作エルマンノ・ドナーティ、共同脚本ルイジ・マレルバ、ジャック・パルマン、ピエロ・レニヨリ（ディーン・クレイグ名義）、製作ディノ・デ・ラウレンティス、ルイジ・カルペンティエリ、エルマンノ・ドナーティ、音楽ジーノ・マリヌッツィ・ジュニア、エンニオ・モリコーネ、ピエロ・ピッチオーニ、主演パトリック・オニール、イラ・フォン・フュルステンベルク、1966年 - 監督・脚本
- 『シチリアのドン・ジョヴァンニ』 Don Giovanni in Sicilia : 原作ヴィタリアーノ・ブランカーティ（同名小説）、共同脚本サバティーノ・チウフィーニ、アッティリオ・リッチオ、ジョルジョ・サルヴィオーニ、主演ランド・ブッツァンカ、1967年 - 監督・脚本
- 『黄色い戦場』 Fraulein Doktor : 原作・共同脚本ヴィットリアノ・ペトリリ、共同脚本ドゥイリオ・コレッティ、H・A・L・クレイグ、製作ディノ・デ・ラウレンティス、音楽エンニオ・モリコーネ、主演スージー・ケンドール、ケネス・モア、1968年 - 監督・脚本
- L'amica : 共同脚本・製作マリオ・チェッキ・ゴーリ、共同脚本ジャンニ・ヴェルヌッチオ、音楽ルイス・エンリケス・バカロフ、主演リザ・ガストーニ、1969年 - 監督・脚本
- Venga a prendere il caffè... da noi : 原作ピエロ・キアラ（小説『La Spartizione』）、共同脚本アドリアーノ・バラッコ、トゥリオ・ケツィク、音楽フレッド・ボングスト、主演ウーゴ・トニャッティ、1970年 - 監督・脚本
- Bianco, rosso e... : 原作・共同脚本トニーノ・グエッラ、ルッジェーロ・マッカリ、ジャジャ・フィアストリ、音楽フレッド・ボングスト、主演ソフィア・ローレン、アドリアーノ・チェレンターノ、フェルナンド・レイ、1972年 - 監督・脚本
- Sono stato io : 原作ルイジ・マレルバ、共同脚本ルッジェーロ・マッカリ、音楽アルマンド・トロヴァヨーリ、主演ジャンカルロ・ジャンニーニ、シルヴィア・モンティ、ハイラム・ケラー、1973年 - 監督・脚本
- Le farò da padre : 原作・共同脚本ブルーノ・ディ・ジェロニモ、共同脚本オッタヴィオ・ジェンマ、音楽フレッド・ボングスト、1974年 - 監督・脚本
- 『獣人2』 Cuore di cane : 原作ミハイル・ブルガーコフ（小説『犬の心臓』）、製作総指揮・共同脚本マリオ・ガッロ、製作エンツォ・ジュリオーリ、音楽ピエロ・ピッチオーニ、主演マックス・フォン・シドー、エレオノーラ・ジョルジ、1976年 - 監督・脚本・製作
- Oh! Serafina : 原作ジュゼッペ・ベルト（戯曲『マンドラゴラ』）、共同脚本エンリコ・ヴァンツィーナ、音楽フレッド・ボングスト、主演ダリラ・ディ・ラッツァーロ、アンジェリカ・イッポーリト、1976年 - 監督・脚本
- 『今のままでいて』 Così come sei : 原作・共同脚本パオロ・カヴァラ、エンリコ・オルドイーニ、製作ジョヴァンニ・ベルトルッチ、音楽ルイ・デュクルー、エンニオ・モリコーネ、マルク・ペロンヌ、主演マルチェロ・マストロヤンニ、ナスターシャ・キンスキー、1978年 - 監督・脚本・出演

### 1980年代
- 『スキャンドール』 La cicala : 原作マリナ・ディ・レオ、ナターレ・プリネット、共同脚本フランコ・フェリーニ、音楽フレッド・ボングスト、主演アンソニー・フランシオーサ、ヴィルナ・リージ、レナート・サルヴァトーリ、1980年 - 監督・脚本
- 『ヌードの女』 Nudo di donna : 監督・脚本・主演ニーノ・マンフレディ、共同脚本アージェ＝スカルペッリ、ルッジェロ・マッカリ、音楽ロベルト・ガットー、マウリッツィオ・ジアマルコ、主演エレオノーラ・ジョルジ、1981年 - 監督（ノンクレジット、ニーノ・マンフレディに監督交代）
- 『コロンブス/大いなる生涯』 Christopher Columbus : 共同脚本アドリアーノ・ボルツォーニ、ローレンス・ヒース、トゥリオ・ピネリ、音楽リズ・オルトラーニ、主演ガブリエル・バーン、ロッサノ・ブラッツィ、ヴィルナ・リージ、オリヴァー・リード、ラフ・ヴァローネ、マックス・フォン・シドー、フェイ・ダナウェイ、テレビ映画、1985年 - 監督・脚本
- 『心の棘』 Una spina nel cuore : 原作・共同脚本ピエロ・キアラ（小説）、共同脚本フランコ・フェリーニ、エンリコ・オルドイーニ、製作アンドレ・ジャウィ、音楽アルマンド・トロヴァヨーリ、主演アントニー・ドロン、ソフィー・ドゥエス、アントネッラ・ルアルディ、ガストーネ・モスキン、1986年 - 監督・脚本
- Genova : 音楽ピエロ・ピッチオーニ、ドキュメンタリー　1989年 - 監督（遺作）

ドキュメンタリー・オムニバス『12 registi per 12 città』（参加監督ミケランジェロ・アントニオーニ、ベルナルド・ベルトルッチ、ジュゼッペ・ベルトルッチ、マウロ・ボロニーニ、カルロ・リッツァーニ、マリオ・モニチェリ、エルマンノ・オルミ、ジッロ・ポンテコルヴォ、フランチェスコ・ロージ、マリオ・ソルダーティ、リナ・ウェルトミューラー、フランコ・ゼフィレッリ）の一篇

### 註
1. 1 2 3  劇場未公開。コスミック出版発売のDVDタイトル。
2. 1 2  劇場未公開。2001年フィルムセンターにおける「イタリア映画大回顧」[2]時のタイトル。